# ISO 3166-2:2007-11-28
ISO 3166-2:2007-11-28 désigne un ancien bulletin de mise à jour de la norme ISO 3166-2:1998, aujourd'hui obsolète. 
Cet article reprend les informations obsolètes du bulletin d'information n° I-9 (modifications au 28 novembre 2007), d'une version également obsolète de la norme ISO 3166-2, à savoir : la première édition de 1998.
Ces informations sont donc depuis 2007 obsolètes. Il convient de se référer à la version 2007 de la norme ISO 3166-2 (notée « ISO 3166-2:2007 ») et à ses bulletins de mise à jour successifs (cf. infra : sections « Sources » et « Articles connexes »).

## Données nouvelles ajoutées (pour mémoire)
7 pays étaient concernés par cette mise à jour aujourd'hui obsolète :
| - BL (Saint-Barthélemy) - CZ (République tchèque) - GE (Géorgie) - MF (Saint-Martin (partie française)) |  | - MK (Macédoine, l'ex-république yougoslave de) - MT (Malte) - SG (Singapour) |

## Données modifiées ou complétées (pour mémoire)
8 pays étaient concernés par cette mise à jour aujourd'hui obsolète :
| - BG (Bulgarie) - FR (France) - GB (Royaume-Uni) - LB (Liban) |  | - RU (Russie, Fédération de) - SD (Soudan) - UG (Ouganda) - ZA (Afrique du Sud) |

## Source
- (en) Newsletter I-9 « Changes in the list of subdivision names and code elements »